# Delean, Kiustendil
Delean (în bulgară Делян) este un sat în comuna Dupnița, regiunea Kiustendil,  Bulgaria. 

## Demografie
Componența etnică a satului Delean
     Bulgari (99,06%)
     Nicio identificare (0,93%)
     Altele (0%)
La recensământul din 2011, populația satului Delean era de 107 locuitori. Din punct de vedere etnic, majoritatea locuitorilor (99,06%) erau bulgari. Pentru 0,93% din locuitori nu este cunoscută apartenența etnică.